# Convergence et Union
Pour les articles homonymes, voir CIU.
Convergence et Union (en catalan : Convergència i Unió, abrégé en CiU) était une fédération de deux partis politiques catalans centristes et catalanistes, Convergence démocratique de Catalogne (CDC) et l'Union démocratique de Catalogne (UDC). Partenaires lors de chacune des élections en Catalogne depuis 1978, les deux partis décident de signer un accord et de se fédérer en 2001. Mais les ambiguïtés de l'UDC vis-à-vis de l'indépendance catalane mènent à la fin de cette union en 2015.

## Histoire

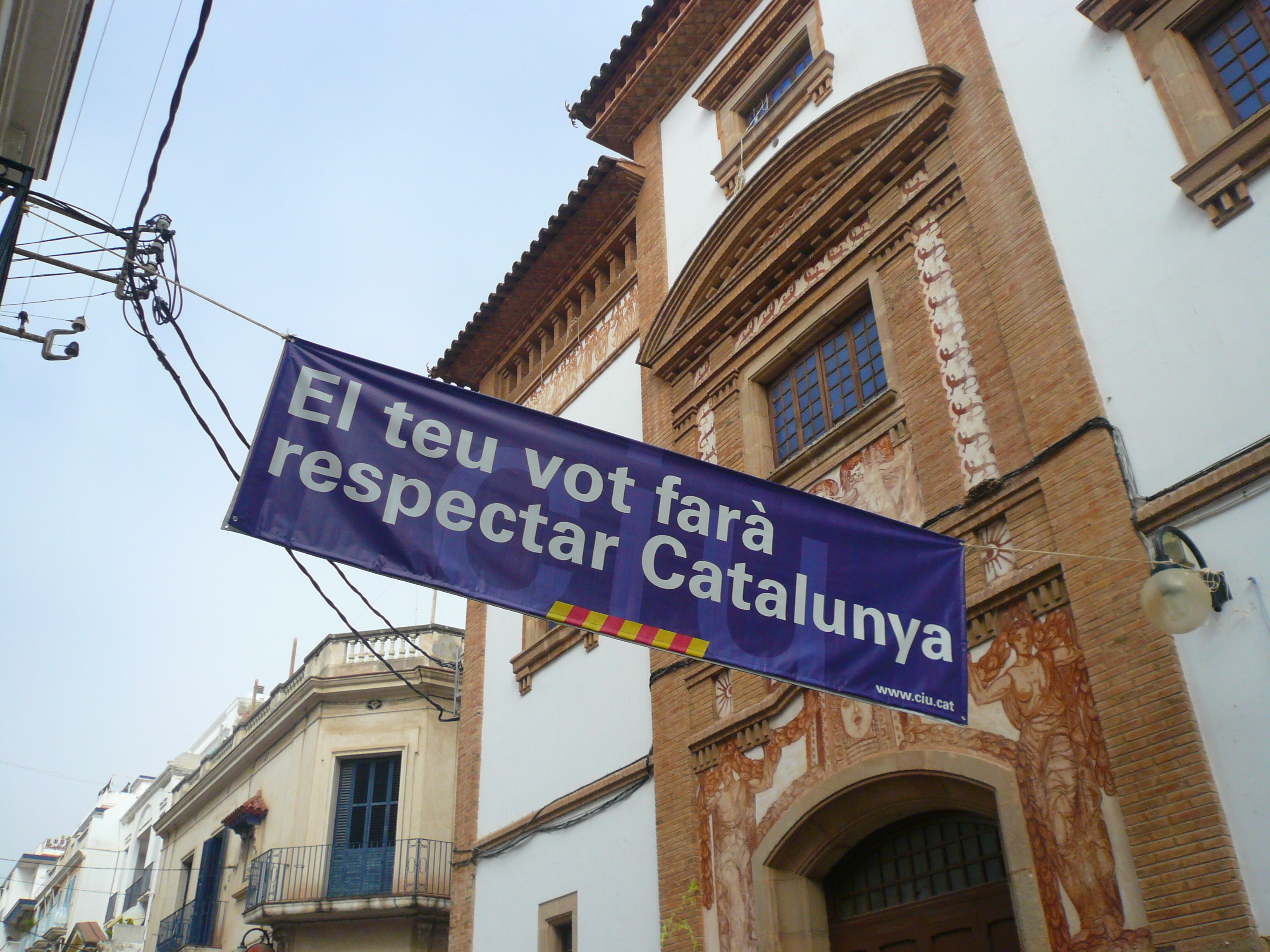
Banderole électorale de CiU en 2008 à Sitges : Votre vote fera respecter la Catalogne.

Lors des élections générales de 1977, les premières élections libres de la Transition démocratique espagnole, les partis démocrates-chrétiens de l'Union démocratique de Catalogne (Unió Democràtica) et du Centre catalan (Centre Català), qui avaient cherché à émerger depuis la mort de Francisco Franco, subissent un revers avec seulement 5,6 % des votes et deux députés. Le président de Convergence démocratique de Catalogne, Jordi Pujol, propose à l'Union démocratique une coalition électorale afin de lutter contre les socialistes et les communistes catalans. L'accord, passé le 19 septembre 1978, mécontente une partie des membres de l'Union démocratique, qui quittent le parti pour fonder les Centristes de Catalogne-UCD (Centristes de Catalunya-UCD), sans grand succès. La nouvelle alliance électorale de Convergence démocratique de Catalogne et de l'Union démocratique, baptisée Convergence et Union (Convergència i Unió) est en revanche victorieuse. 
C'est une coalition permanente de deux partis Convergence démocratique de Catalogne (CDC) fondée en 1974 et l'Union démocratique de Catalogne (UDC) fondée en 1931. Ces deux partis se sont présentés conjointement à toutes les élections à partir de la fin des années soixante-dix. CiU a gouverné la Généralité de Catalogne de 1980 à 2003 et la gouverne à nouveau à partir de décembre 2010.
Jusqu'en 2012, la CiU était très hostile au séparatisme. Le parti s'oriente sur cette voie sous l’impulsion d'Artur Mas, alors mis en cause dans des affaires de corruption, qui aurait considéré cette option comme une façon de faire « oublier » les affaires pesant sur lui et son parti.
Le 18 juin 2015, la CDC annonce la rupture de la fédération, faisant suite au départ des ministres UDC du gouvernement régional, à la suite d'un vote de ses militants en faveur d'un dialogue plus important avec Madrid dans le processus d'accès à l'indépendance,.

## Orientation politique
Convergence et Union est une coalition nationaliste catalane de centre droit composée de : 
- Convergence démocratique de Catalogne, libérale[1] et indépendantiste[1],[2]
- Union démocratique de Catalogne, démocrate chrétienne[1],[2] et régionaliste[1],[2]

## Membres

### Présidents
- Jordi Pujol (2001-2004)
- Artur Mas (2004-2015)

### Autres membres notables
- Josep Antoni Duran i Lleida : porte-parole au Congrès des députés (de 2004 à 2015)

## Résultats électoraux

### Parlement de Catalogne
| Année | Chef de file | Voix      | %     | #   | Sièges   | Gouvernement |
| ----- | ------------ | --------- | ----- | --- | -------- | ------------ |
| 1980  | Jordi Pujol  | 752 943   | 27,83 | 1er | 43 / 135 | Pujol I      |
| 1984  | Jordi Pujol  | 1 346 729 | 46,80 | 1er | 72 / 135 | Pujol II     |
| 1988  | Jordi Pujol  | 1 232 514 | 45,72 | 1er | 69 / 135 | Pujol III    |
| 1992  | Jordi Pujol  | 1 221 233 | 46,19 | 1er | 70 / 135 | Pujol IV     |
| 1995  | Jordi Pujol  | 1 320 071 | 40,95 | 1er | 60 / 135 | Pujol V      |
| 1999  | Jordi Pujol  | 1 178 420 | 37,70 | 2e  | 56 / 135 | Pujol VI     |
| 2003  | Artur Mas    | 1 024 425 | 30,94 | 2e  | 46 / 135 | Opposition   |
| 2006  | Artur Mas    | 935 756   | 31,52 | 1er | 48 / 135 | Opposition   |
| 2010  | Artur Mas    | 1 202 830 | 38,43 | 1er | 62 / 135 | Mas I        |
| 2012  | Artur Mas    | 1 116 259 | 30,71 | 1er | 50 / 135 | Mas II       |

### Cortes Generales
| Année | Chef de file                | Congrès des députés | Congrès des députés | Congrès des députés | Congrès des députés | Sénat   | Gouvernement                                       |
| Année | Chef de file                | Voix                | %                   | #                   | Sièges              | Sénat   | Gouvernement                                       |
| ----- | --------------------------- | ------------------- | ------------------- | ------------------- | ------------------- | ------- | -------------------------------------------------- |
| 1979  | Jordi Pujol                 | 483 353             | 16,38               | 4e                  | 8 / 47              | 1 / 16  | Opposition                                         |
| 1982  | Miquel Roca                 | 772 726             | 22,48               | 2e                  | 12 / 47             | 5 / 16  | Opposition                                         |
| 1986  | Miquel Roca                 | 1 014 258           | 32,00               | 2e                  | 18 / 47             | 8 / 16  | Opposition                                         |
| 1989  | Miquel Roca                 | 1 032 243           | 32,68               | 2e                  | 18 / 46             | 10 / 16 | Opposition                                         |
| 1993  | Miquel Roca                 | 1 165 783           | 31,82               | 2e                  | 17 / 47             | 10 / 16 | Soutien (1993-09/1995) ; opposition (09/1995-1996) |
| 1996  | Joaquim Molins              | 1 151 633           | 29,61               | 2e                  | 16 / 46             | 8 / 16  | Soutien                                            |
| 2000  | Xavier Trias                | 970 421             | 28,79               | 2e                  | 15 / 46             | 8 / 16  | Opposition                                         |
| 2004  | Josep Antoni Duran i Lleida | 835 471             | 20,78               | 2e                  | 10 / 47             | 4 / 16  | Minorité                                           |
| 2008  | Josep Antoni Duran i Lleida | 779 425             | 20,93               | 2e                  | 10 / 47             | 4 / 16  | Minorité                                           |
| 2011  | Josep Antoni Duran i Lleida | 1 015 691           | 29,35               | 1er                 | 16 / 47             | 9 / 16  | Opposition                                         |

### Parlement européen
| Année | Chef de file         | Voix     | %        | #        | Sièges |
| ----- | -------------------- | -------- | -------- | -------- | ------ |
| 1987  | Carles Gasòliba (ca) | 853 603  | 4,43     | 5e       | 3 / 58 |
| 1989  | Carles Gasòliba (ca) | 666 602  | 4,20     | 5e       | 2 / 53 |
| 1994  | Carles Gasòliba (ca) | 865 913  | 4,66     | 4e       | 3 / 64 |
| 1999  | Pere Esteve (ca)     | 937 687  | 4,43     | 4e       | 3 / 64 |
| 2004  | Ignasi Guardans (ca) | Galeusca | Galeusca | Galeusca | 1 / 54 |
| 2009  | Ramon Tremosa        | CpE      | CpE      | CpE      | 1 / 50 |
| 2014  | Ramon Tremosa        | CpE      | CpE      | CpE      | 2 / 54 |